# Greatest Hits (Tommy Emmanuel-album)
A Greatest Hits az ausztráliai Tommy Emmanuel gitáros 2001-ben megjelent dupla CD-s második válogatásalbuma. Az első lemezen elektromos gitár felvételek vannak, míg a második pedig akusztikus gitár.

## Számok

### CD-1
1. Don't Hold Me Back
2. Journey
3. Fear of Rain
4. Who Dares Wins
5. Big Brother
6. Stevie's Blues
7. Hearts Grow Fonder
8. Guitar Boogie
9. When You Come Home
10. Determination
11. Don't Argue
12. From the Hip
13. Tailin' The Invisible Man
14. Rise And Fall Of Flingel Bunt

### CD-2
1. Amanda's Room
2. Classical Gas
3. Hellos And Goodbyes
4. Countrywide
5. Up From Down Under
6. Villa de Martin
7. Fiesta
8. Midnight Drive
9. Since We Met
10. Mountain Of Truth
11. Initiation
12. Last Time I Saw You
13. Blue Moon
14. Change For Good

## Külső hivatkozások
- Hivatalos oldal (angolul)